# Cotentin
Cotentin er en vestlig halvø i Normandiet, hvis historiske hovedstad er Coutances. Dens største by er Cherbourg. Navnet stammer fra latin "pagus constantiensis", som betyder "Constantius' land", idet byen var opkaldt efter den romerske kejser Constantius 2..